# Sarah ha Safar
Pour les articles homonymes, voir Safar.
Albums de Wig A Wag
An naer o nijal
(1999) Douar iskis
(2003)
Sarah ha safar ("murmure et vacarme" en breton) est un album du groupe Wig A Wag, sorti en 2001 et distribué par Patch B/Sony.

## Liste des morceaux
| 1.    | Serjeant major                                   | 4:26 |
| 2.    | Son lakota (Chanson lakota)                      | 4:34 |
| 3.    | Son el menfi (Chant de l'exilé)                  | 4:25 |
| 4.    | C'est une jeune fille                            | 4:02 |
| 5.    | Livioù lou (Couleurs lou)                        | 4:42 |
| 6.    | Satori Breizh (Satori de Bretagne)               | 4:00 |
| 7.    | Den an ti all (Voisin/L'homme de l'autre maison) | 3:45 |
| 8.    | Moal enez izel (Ile chauve et basse)             | 4:03 |
| 9.    | Miltamm                                          | 4:05 |
| 10.   | Gwerz Jenovefa (Gwerz de Geneviève)              | 5:40 |
| 43:42 |                                                  |      |

## Musiciens
- Loïc Chavigny : chant
- Cyrille Bonneau : bombardes, saxophone, flûtes, smallpipe, bagpipe
- Olivier Dams (Smad) : bratsch, violon
- Stéphane Martine : accordéon chromatique
- Emmanuel Plat : basse
- Laurent Jolly : percussions (cajon, derbouka, bendir, rikk, udu), didgeridoo